# Казанская, Татьяна Борисовна
Татья́на Бори́совна Каза́нская (1916, Петроград — 1989, Ленинград) — советская поэтесса, филолог, переводчик, специалист по романским языкам, педагог. Дочь филолога Б. В. Казанского. Сестра художницы М. Б. Казанской. Мать Н. Н. Казанского. Дружила с Анной Ахматовой.

## Биография
Т. Б. Казанская родилась в 1916 году в Петрограде в семье российского филолога и литературоведа Б. В. Казанского и театрального педагога Наталии Эрнестовны Радловой-Казанской (1892—1938). Начинала как художник.
В 1933-1937 гг. училась в Ленинградском государственном художественно-промышленном техникуме, у Г. Н. Траугота.
В 1942—1943 гг. — училась в Московском университете, на романском отделении филологического факультета. Закончила филологический факультет Одесского пединститута.
В 1956 году защитила диссертацию «Префикс RE- во французском языке». Занималась стилистикой французского языка, свободно говорила на четырёх языках.
С 1953 по 1966 год преподавала в Ленинградском Педагогическом институте имени Герцена французский язык, латынь, романскую филологию и общее языкознание.
Сын — Николай Николаевич Казанский , его отец Козырев, Николай Александрович.
Поэтическое творчество Т. Б. Казанской остаётся неизданным. Опубликовано было всего одно её стихотворение «Уж весенний заиграл рожок» в журнале «Простор» № 9 в 1962 году.
Автор воспоминаний об А. А. Ахматовой и В. М. Ермолаевой.

## Воспоминания
- Воспоминания Татьяны Борисовны Казанской, прочитанные на вечере памяти Веры Ермолаевой в ЛОСХ 18 мая 1972 г. Публикация стенограммы выступления, архив ЛОСХ РСФСР // Авангард, остановленный на бегу. Л.: Аврора, Ленинград, 1989 (книга издана без нумерации страниц).

## Изданные переводы
- 1971 — Петрюс Борель «Шампавер. Безнравственные рассказы»;
- 1974 — Жорж Санд «Снеговик» (вместе с Н. М. Фарфель);
- 1993 (1999) — перевод ряда фр. классиков «Infernaliana. Французская готическая проза XVIII—XIX веков» (вместе с другими переводчиками).

## Дружба с Анной Ахматовой
Знакомство с А. А. Ахматовой состоялось около 1949 года, дружеские отношения продолжались до самой смерти Ахматовой. Т. Б. Казанская сделала целую серию рисунков и набросков, изображающих А. А. Ахматову. Часть из них хранится у её сына Николая Николаевича Казанского.
Эпиграфом к своей книге «Бег времени» А. А. Ахматова взяла две строки из стихотворения Т. Б. Казанской «Льдины трещали, звенели морозы…» :
Пала седьмая завеса тумана —

Та, за которой приходит весна.